# Cậu út nhà tài phiệt
Cậu út nhà tài phiệt (tiếng Hàn: 재벌집 막내아들) là một bộ phim truyền hình Hàn Quốc với sự tham gia của Song Joong-ki, Lee Sung-min và Shin Hyun-been. Bộ phim được khởi chiếu trên JTBC vào ngày 18 tháng 11 năm 2022 và phát sóng từ thứ Sáu đến Chủ nhật hàng tuần lúc 22:30 (KST). Bộ phim được phát hành trên ứng dụng xem phim trực tuyến TVING, Netflix, Disney+ tại Hàn Quốc, truyền hình số K+ tại Việt Nam với Viu và Viki tại một số khu vực khác.
Cậu út nhà tài phiệt nhận được sự hoan nghênh của khán giả với tập cuối ghi nhận tỷ suất người xem là 26,9% trên toàn quốc. Bộ phim được xếp ở vị trí số 2 trong danh sách phim truyền hình Hàn Quốc có tỷ suất người xem cao nhất trong lịch sử truyền hình cáp theo tỷ suất và lượng người xem.

## Nội dung
Bộ phim kể về câu chuyện của Yoon Hyun-woo (Song Joong-ki), một nhân viên trung thành làm việc cho tập đoàn Soonyang, người bị phản bội và sát hại bởi một thành viên của gia tộc Soonyang. Yoon Hyun-woo sau đó tỉnh dậy vào năm 1987 và phát hiện ra rằng mình được tái sinh trong chính cơ thể của Jin Do-jun, cháu trai út của tập đoàn Soonyang. Tận dụng cơ hội này, Yoon Hyun-woo bắt đầu trả thù bằng cách lên kế hoạch tiếp quản tập đoàn Soonyang.

## Diễn viên

### Diễn viên chính
- Song Joong-ki vai Yoon Hyun-woo / Jin Do-jun[11]
  - Kim Kang-hoon[12] vai Jin Do-jun thời trẻ[13]

Quản lý cấp cao thuộc bộ phận quản lý tài sản tương lai của tập đoàn Soonyang, người bị gia tộc Soonyang sát hại. Tái sinh thành Jin Do-jun, cháu trai út của gia tộc Soonyang.
- Lee Sung-min vai Jin Yang-cheol[11]

Người đứng đầu gia tộc và là nhà sáng lập tập đoàn Soonyang.
- Shin Hyun-been vai Seo Min-young[14]

Công tố viên thuộc bộ phận điều tra chống tham nhũng của văn phòng công tố quận Seoul.

### Diễn viên phụ

#### Gia tộc Soonyang
- Yoon Je-moon vai Jin Young-ki[15]

Con trai cả của gia tộc Soonyang.
- Kim Jung-nan vai Son Jung-dae[16]

Vợ của Jin Young-ki và là con gái của người cho vay nặng lãi.
- Kim Nam-hee vai Jin Seong-jun[17]

- Moon Seong-hyeon vai Jin Seong-jun thời trẻ

Con một của Jin Young-ki và là cháu trai đích tôn của gia tộc Soonyang.
- Park Ji-hyun vai Mo Hyun-min[19]

Vợ của Jin Seong-jun và là con gái cả của chủ sở hữu nhật báo Hyunsung.
- Jo Han-chul vai Jin Dong-ki[20]

Con trai thứ hai của gia tộc Soonyang.
- Seo Jae-hee vai Yoo Ji-na[21]

Vợ của Jin Dong-ki và là con gái của cựu bộ trưởng tài chính.
- Jo Hye-joo vai Jin Ye-jun[22]

Con gái duy nhất của Jin Dong-ki và là cháu gái cả của gia tộc Soonyang.
- Kim Shin-rok vai Jin Hwa-young[23]

Con gái duy nhất của gia tộc Soonyang.
- Kim Do-hyun vai Choi Chang-je[24]

Chồng của Jin Hwa-young và là công tố viên có xuất thân nghèo khó.
- Kim Young-jae vai Jin Yoon-ki[25]

Cha của Jin Do-jun, con trai thứ ba và là con trai út của gia tộc Soonyang.
- Jung Hye-young vai Lee Hae-in[15]

Mẹ của Jin Do-jun và là cựu nữ diễn viên hàng đầu.
- Kang Ki-doong vai Jin Hyung-jun[26][27]
  - Cha Sung-je vai Jin Hyung-jun thời trẻ[28]

Anh trai của Jin Do-jun và là cháu trai thứ hai của gia tộc Soonyang.
- Kim Hyun vai Lee Pil-ok[29]

Vợ của Jin Yang-cheol.

#### Tập đoàn Soonyang
- Jung Hee-tae vai Lee Hang-jae[30]

Cánh tay phải của Jin Yang-cheol.
- Heo Jung-do vai Kim Joo-ryeon[31]

Thư ký của Jin Young-ki.

#### Những người xunh quanh Jin Do-jun
- Park Hyuk-kwon vai Oh Se-hyun / Mason Oh[32]

Đối tác kinh doanh của Jin Do-jun.
- Tiffany Young vai Rachel[15]

Nhà phân tích của Oh Se-hyun.
- Park Ji-hoon vai Ha In-seok[33]

Tài xế của Jin Do-jun.
- Kim Jung-woo vai Woo Byung-jun[34]

Vệ sĩ của Jin Do-jun.

### Diễn viên khác
- Kang Gil-woo vai Baek Sang-mu[35]

Chiến lược gia trung thành của Jin Dong-ki.
- Lee Byung-joon vai Ju Young-il[36]

Chủ tịch tập đoàn Daeyoung.
- Lee Hwang-eui vai Mo Young-bae[37]

Chủ sở hữu nhật báo Hyunsung và là cha của Mo Hyun-min.
- Ham Tae-in vai nhân viên của tập đoàn Soonyang[38]

### Khách mời đặc biệt
- Park Jin-young vai Shin Gyeong-min[39]

Trợ lý giám đốc và là đàn em của Yoon Hyun-woo.
- Cha Seon-woo vai Yoon Hyun-min[40]

Em trai của Yoon Hyun-woo.
- Seo Jeong-yeon vai Han Kyung-hee[41]

Mẹ của Yoon Hyun-woo.
- Lee Gyu-hee vai cha của Yoon Hyun-woo[42]

## Nhạc phim

### Phần 1
| Phát hành vào ngày 26 tháng 11, 2022 | Phát hành vào ngày 26 tháng 11, 2022 | Phát hành vào ngày 26 tháng 11, 2022 | Phát hành vào ngày 26 tháng 11, 2022 | Phát hành vào ngày 26 tháng 11, 2022 | Phát hành vào ngày 26 tháng 11, 2022 |
| STT                                  | Nhan đề                              | Phổ lời                              | Phổ nhạc                             | Nghệ sĩ                              | Thời lượng                           |
| ------------------------------------ | ------------------------------------ | ------------------------------------ | ------------------------------------ | ------------------------------------ | ------------------------------------ |
| 1.                                   | "Gravity"                            | Zeenan OneTop J.Season               | Zeenan OneTop J.Season               | Jongho (Ateez)                       | 3:03                                 |
| 2.                                   | "Gravity" (Inst.)                    |                                      | Zeenan OneTop J.Season               |                                      | 3:03                                 |
| Tổng thời lượng:                     | Tổng thời lượng:                     | Tổng thời lượng:                     | Tổng thời lượng:                     | Tổng thời lượng:                     | 6:06                                 |

### Phần 2
| Phát hành vào ngày 28 tháng 11, 2022 | Phát hành vào ngày 28 tháng 11, 2022 | Phát hành vào ngày 28 tháng 11, 2022 | Phát hành vào ngày 28 tháng 11, 2022 | Phát hành vào ngày 28 tháng 11, 2022 | Phát hành vào ngày 28 tháng 11, 2022 |
| STT                                  | Nhan đề                              | Phổ lời                              | Phổ nhạc                             | Nghệ sĩ                              | Thời lượng                           |
| ------------------------------------ | ------------------------------------ | ------------------------------------ | ------------------------------------ | ------------------------------------ | ------------------------------------ |
| 1.                                   | "Mother"                             | Zeenan OneTop J.Season               | Zeenan OneTop J.Season               | Shin Yong-jae (2F)                   | 4:49                                 |
| 2.                                   | "Mother" (Inst.)                     |                                      | Zeenan OneTop J.Season               |                                      | 4:49                                 |
| Tổng thời lượng:                     | Tổng thời lượng:                     | Tổng thời lượng:                     | Tổng thời lượng:                     | Tổng thời lượng:                     | 9:38                                 |

### Phần 3
| Phát hành vào ngày 3 tháng 12, 2022 | Phát hành vào ngày 3 tháng 12, 2022                | Phát hành vào ngày 3 tháng 12, 2022 | Phát hành vào ngày 3 tháng 12, 2022 | Phát hành vào ngày 3 tháng 12, 2022 | Phát hành vào ngày 3 tháng 12, 2022 |
| STT                                 | Nhan đề                                            | Phổ lời                             | Phổ nhạc                            | Nghệ sĩ                             | Thời lượng                          |
| ----------------------------------- | -------------------------------------------------- | ----------------------------------- | ----------------------------------- | ----------------------------------- | ----------------------------------- |
| 1.                                  | "I'm In Love With You" (너를 사랑하고 있어)        | J.Season Red Socks                  | J.Season Red Socks Kim Mi-seong     | Seo Da-hyun (TripleS)               | 3:58                                |
| 2.                                  | "I'm In Love With You" (너를 사랑하고 있어; Inst.) |                                     | J.Season Red Socks Kim Mi-seong     |                                     | 3:58                                |
| Tổng thời lượng:                    | Tổng thời lượng:                                   | Tổng thời lượng:                    | Tổng thời lượng:                    | Tổng thời lượng:                    | 7:56                                |

### Phần 4
| Phát hành vào ngày 10 tháng 12, 2022 | Phát hành vào ngày 10 tháng 12, 2022 | Phát hành vào ngày 10 tháng 12, 2022 | Phát hành vào ngày 10 tháng 12, 2022 | Phát hành vào ngày 10 tháng 12, 2022 | Phát hành vào ngày 10 tháng 12, 2022 |
| STT                                  | Nhan đề                              | Phổ lời                              | Phổ nhạc                             | Nghệ sĩ                              | Thời lượng                           |
| ------------------------------------ | ------------------------------------ | ------------------------------------ | ------------------------------------ | ------------------------------------ | ------------------------------------ |
| 1.                                   | "Like a Star" (별처럼)               | Oh Sung-hun Hye Gaseo                | Oh Sung-hun OneTop                   | Moon Sua (Billlie)                   | 3:36                                 |
| 2.                                   | "Like a Star" (별처럼; Inst.)        |                                      | Oh Sung-hun OneTop                   |                                      | 3:36                                 |
| Tổng thời lượng:                     | Tổng thời lượng:                     | Tổng thời lượng:                     | Tổng thời lượng:                     | Tổng thời lượng:                     | 7:12                                 |

### Phần 5
| Phát hành vào ngày 13 tháng 12, 2022 | Phát hành vào ngày 13 tháng 12, 2022 | Phát hành vào ngày 13 tháng 12, 2022 | Phát hành vào ngày 13 tháng 12, 2022 | Phát hành vào ngày 13 tháng 12, 2022 | Phát hành vào ngày 13 tháng 12, 2022 |
| STT                                  | Nhan đề                              | Phổ lời                              | Phổ nhạc                             | Nghệ sĩ                              | Thời lượng                           |
| ------------------------------------ | ------------------------------------ | ------------------------------------ | ------------------------------------ | ------------------------------------ | ------------------------------------ |
| 1.                                   | "In The End"                         | Zeenan OneTop J.SEASON               | Zeenan OneTop J.SEASON               | Kim Woo-jin                          | 4:01                                 |
| 2.                                   | "In The End" (Inst.)                 |                                      | Zeenan OneTop J.SEASON               |                                      | 4:01                                 |
| Tổng thời lượng:                     | Tổng thời lượng:                     | Tổng thời lượng:                     | Tổng thời lượng:                     | Tổng thời lượng:                     | 8:02                                 |

### Phần 6
| Phát hành vào ngày 17 tháng 12, 2022 | Phát hành vào ngày 17 tháng 12, 2022 | Phát hành vào ngày 17 tháng 12, 2022 | Phát hành vào ngày 17 tháng 12, 2022 | Phát hành vào ngày 17 tháng 12, 2022 | Phát hành vào ngày 17 tháng 12, 2022 |
| STT                                  | Nhan đề                              | Phổ lời                              | Phổ nhạc                             | Nghệ sĩ                              | Thời lượng                           |
| ------------------------------------ | ------------------------------------ | ------------------------------------ | ------------------------------------ | ------------------------------------ | ------------------------------------ |
| 1.                                   | "The Miracle" (기적 같은 너)         | Kim Hee-jae                          | Ahn Soo-wan J.SEASON                 | Paul Kim                             | 4:19                                 |
| 2.                                   | "The Miracle" (기적 같은 너; Inst.)  |                                      | Ahn Soo-wan J.SEASON                 |                                      | 4:19                                 |
| Tổng thời lượng:                     | Tổng thời lượng:                     | Tổng thời lượng:                     | Tổng thời lượng:                     | Tổng thời lượng:                     | 8:38                                 |

### Phần 7
| Phát hành vào ngày 22 tháng 12, 2022 | Phát hành vào ngày 22 tháng 12, 2022 | Phát hành vào ngày 22 tháng 12, 2022 | Phát hành vào ngày 22 tháng 12, 2022 | Phát hành vào ngày 22 tháng 12, 2022 | Phát hành vào ngày 22 tháng 12, 2022 |
| STT                                  | Nhan đề                              | Phổ lời                              | Phổ nhạc                             | Nghệ sĩ                              | Thời lượng                           |
| ------------------------------------ | ------------------------------------ | ------------------------------------ | ------------------------------------ | ------------------------------------ | ------------------------------------ |
| 1.                                   | "Love Me"                            | Cotton Breeze Hye Gaseo              | Cotton Breeze Factist Jossh          | 4Men                                 | 3:55                                 |
| 2.                                   | "Love Me" (Inst.)                    |                                      | Cotton Breeze Factist Jossh          |                                      | 3:55                                 |
| Tổng thời lượng:                     | Tổng thời lượng:                     | Tổng thời lượng:                     | Tổng thời lượng:                     | Tổng thời lượng:                     | 8:10                                 |

## Tỷ suất người xem
| Mùa | Mùa | Số tập | Số tập | Số tập | Số tập | Số tập | Số tập | Số tập | Số tập | Số tập | Số tập | Số tập | Số tập | Số tập | Số tập | Số tập | Số tập | Trung bình |
| Mùa | Mùa | 1      | 2      | 3      | 4      | 5      | 6      | 7      | 8      | 9      | 10     | 11     | 12     | 13     | 14     | 15     | 16     | Trung bình |
| --- | --- | ------ | ------ | ------ | ------ | ------ | ------ | ------ | ------ | ------ | ------ | ------ | ------ | ------ | ------ | ------ | ------ | ---------- |
|     | 1   | 1.394  | 2.174  | 2.669  | 2.663  | 3.528  | 3.692  | 3.851  | 4.653  | 3.887  | 4.316  | 5.064  | 4.536  | 5.307  | 6.248  | 5.829  | 6.277  | 4.131      |

| Tập | Ngày phát sóng    | Tỷ suất người xem trung bình (Nielsen Korea) | Tỷ suất người xem trung bình (Nielsen Korea) |
| Tập | Ngày phát sóng    | Toàn quốc                                    | Seoul                                        |
| --- | ----------------- | -------------------------------------------- | -------------------------------------------- |
| 1 | 18 tháng 11, 2022 | 6.058% (hạng 1)                              | 6.723% (hạng 1)                              |
| 2 | 19 tháng 11, 2022 | 8.845% (hạng 1)                              | 9.824% (hạng 1)                              |
| 3 | 20 tháng 11, 2022 | 10.826% (hạng 1)                             | 11.713% (hạng 1)                             |
| 4 | 25 tháng 11, 2022 | 11.800% (hạng 1)                             | 13.153% (hạng 1)                             |
| 5 | 26 tháng 11, 2022 | 14.758% (hạng 1)                             | 16.195% (hạng 1)                             |
| 6 | 27 tháng 11, 2022 | 14.880% (hạng 1)                             | 16.507% (hạng 1)                             |
| 7 | 3 tháng 12, 2022  | 16.102% (hạng 1)                             | 18.026% (hạng 1)                             |
| 8 | 4 tháng 12, 2022  | 19.449% (hạng 1)                             | 21.776% (hạng 1)                             |
| 9 | 9 tháng 12, 2022  | 16.995% (hạng 1)                             | 19.512% (hạng 1)                             |
| 10 | 10 tháng 12, 2022 | 18.337% (hạng 1)                             | 20.515% (hạng 1)                             |
| 11 | 11 tháng 12, 2022 | 21.137% (hạng 1)                             | 23.858% (hạng 1)                             |
| 12 | 16 tháng 12, 2022 | 19.817% (hạng 1)                             | 22.178% (hạng 1)                             |
| 13 | 17 tháng 12, 2022 | 22.456% (hạng 1)                             | 24.307% (hạng 1)                             |
| 14 | 18 tháng 12, 2022 | 24.936% (hạng 1)                             | 26.949% (hạng 1)                             |
| 15 | 24 tháng 12, 2022 | 25.032% (hạng 1)                             | 28.164% (hạng 1)                             |
| 16 | 25 tháng 12, 2022 | 26.948% (hạng 1)                             | 30.101% (hạng 1)                             |
| Trung bình | Trung bình        | 17.399%                                      | 19.348%                                      |
| - Trong bảng trên, số màu xanh đại diện cho xếp hạng thấp nhất và số màu đỏ đại diện cho xếp hạng cao nhất. - Bộ phim này được phát sóng trên kênh truyền hình cáp/truyền hình trả phí nên thường có lượng người xem tương đối thấp hơn so với kênh truyền hình miễn phí/truyền hình công cộng (KBS, SBS, MBC và EBS). |                   |                                              |                                              |

## Giải thưởng & đề cử
| Năm  | Giải thưởng                                | Hạng mục                        | Đề cử        | Kết quả   |
| ---- | ------------------------------------------ | ------------------------------- | ------------ | --------- |
| 2023 | Giải thưởng Nghệ thuật Baeksang lần thứ 59 | Grand Prize – Television        | Lee Sung-min | Đề cử     |
| 2023 | Giải thưởng Nghệ thuật Baeksang lần thứ 59 | Nam diễn viên chính xuất sắc    | Lee Sung-min | Đoạt giải |
| 2023 | Giải thưởng Nghệ thuật Baeksang lần thứ 59 | Nam diễn viên phụ xuất sắc nhất | Kim Do-hyun  | Đề cử     |
| 2023 | Giải thưởng Nghệ thuật Baeksang lần thứ 59 | Nữ diễn viên phụ xuất sắc       | Kim Shin-rok | Đề cử     |